# Беляевский тюльпанный луг
Беляевский тюльпанный луг — памятник природы регионального значения созданный с целью сохранения уникального природного комплекса — места произрастания ценных, малочисленных, редких и исчезающих видов растений, в том числе тюльпана Геснера (Шренка), занесённого в Красную книгу Волгоградской области.

## Описание
Расположен в 9 километрах на северо-запад от села Беляевка недалеко от Волгоградского водохранилища в полупустынной зоне, подзоне комплексов на светло-каштановых почвах. Площадь составляет 74 га. 
Ландшафт Еруслано-Торгунский плоско-увалистый слабо расчлененный. Физико-географический регион: Восточно-Европейская равнина, Прикаспийская низменность, Заволжский район, Еруслано-Торгунский подрайон. Почвенный покров представлен каштановыми и каштановыми солонцеватыми с преобладанием тяжелосуглинистых почвами, развитыми на сыртовых отложениях. Почвообразующие породы — четвертичные лёссовидные суглинки и глины. Коренные породы: глины, суглинки и пески сыртовой свиты, а также четвертичные пески, перекрытые лёссовидными породами. 
Растительность представлена сухими бедно-разнотравными типчаково-ковыльными ассоциациями в комплексе с белополынными. Из млекопитающих встречаются мышевидные грызуны — около 10 видов (степная пеструшка, полевка, домовая мышь, малый суслик и др.). Из птиц здесь обитают около 10 видов (жаворонок, трясогузка, степной орёл). Негативное воздействие на территорию оказывают распашка земель и выпас скота.

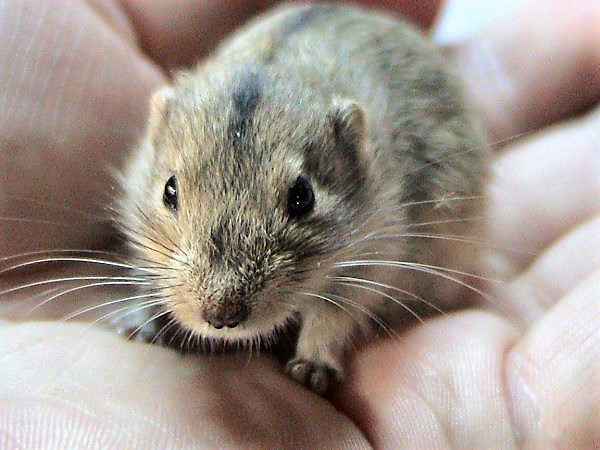
Степная пеструшка
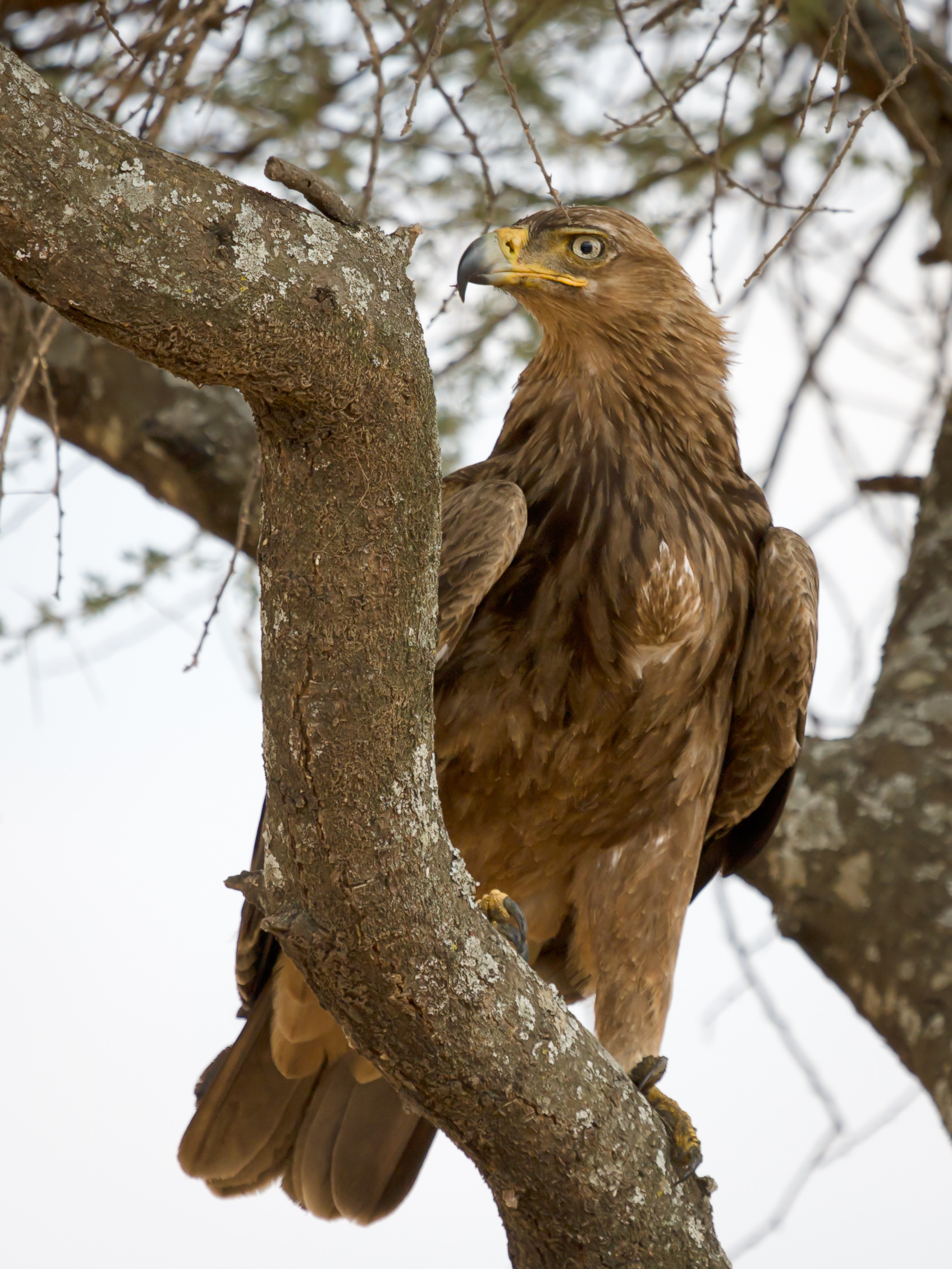
Степной орёл

## Ограничения на использование земель
Памятник природы учреждён постановлением Главы Администрации Волгоградской области от 25.08.2009 № 993 «Об объявлении территорий в границах Дубовского, Клетского, Старополтавского, Суровикинского муниципальных районов Волгоградской области памятниками природы регионального значения».
На территории Памятника природы запрещаются:
- распашка земель, строительство зданий и сооружений, дорог и трубопроводов, линий электропередач и прочих коммуникаций, взрывные работы и разработка новых месторождений полезных ископаемых;
- выпас скота и его прогон по территории Памятника природы в период вегетации тюльпана Геснера (Шренка) с 10 марта по 1 июля;
- сбор и уничтожение растений, выкопка луковиц;
- изменение установившегося гидрологического режима территории;
- применение ядохимикатов и химических средств защиты растений сельскохозяйственными и другими организациями и предприятиями без предварительного согласования со специально уполномоченным органом;
- проезд транспорта вне дорог общего пользования, стоянка транспорта вне отведенных мест;
- размещение отходов производства и потребления;
- предоставление земельных участков под застройку, для коллективного и индивидуального садоводства и огородничества, организации подсобного хозяйства.

За обеспечение охраны и функционирование ООПТ несёт ответственность Комитет охраны окружающей среды и природопользования Волгоградской области.